# KTM 690 Duke
KTM 690 Duke – austriacki motocykl typu naked bike produkowany przez KTM od 2008 roku.

## Dane techniczne/Osiągi
Silnik: singel

Pojemność silnika: 690 cm³

Moc maksymalna: 70 KM/7500 obr./min

Maksymalny moment obrotowy: 70 Nm/5500 obr./min

Prędkość maksymalna: brak danych 

Przyspieszenie 0-100 km/h: brak danych